# Oštrina vida
Oštrina vida je sposobnost oka za razabiranje finih detalja i jasno viđenje dviju odvojenih točaka. Kvantitativno se označava mjerenjem sposobnosti oka za uočavanjem fokusirane slike na određenoj udaljenosti. Standardna definicija normalne oštrine vida (20/20 ili 6/6) jest sposobnost oka da jasno vidi i razluči dvije točke odvojene kutom od jedne lučne minute. Vidna oštrina najčešće se mjeri Snellenovim optotipom, najprije na desnom, potom na lijevom oku.

## Vidni kut (minimum separabile)
Najmanji kut pod kojim prosječno oko vidi dvije točke kao odvojene iznosi 1' (jednu lučnu minutu) i naziva se minimum separabile. Taj kut je fiziološki zadat veličinom čunjića u makuli. Da bi se dvije točke vidjele kao odvojene, moraju podražiti svaka barem po jedan čunjić između kojih je barem jedan nepodraženi čunjić.

## Vidne tablice (optotip)
Na osnovu kuta od 1' izrađene su tablice za ispitivanje vidne oštrine ili optotipi. Na optotipu je 10 redova slova, najveća su na vrhu, a prema dnu sve manja. Slova su konstruirana tako da su upisana u kvadrat od 5 × 5 kvadratića, i da gledana s udaljenosti upisane uz slovo, upadaju u oko pod kutom od 5', kako bi podraže 5 x 5 čunjića. 
Vidna oštrina izračunava se po formuli:
V=d/D
U kojoj je:
- V = vidna oštrina
- d = udaljenost s koje se vrši ispitivanje
- D = udaljenost s koje normalno oko još raspoznaje slovo zadane veličine

Izrazi 20/20 i 6/6 dobiveni su od objekata standardizirane veličine koje „osoba normalnog vida“ vidi na određenoj udaljenosti. Na primjer, ako osoba na udaljenosti od 6 metara vidi predmet koji se i normalno može vidjeti na udaljenosti od 6 metara, onda je oštrina vida te osobe 6/6. Ako osoba na 6 metara vidi predmet koji normalna osoba vidi na 12 metara, onda je oštrina vida te osobe 6/12. Primjerice, ako osoba ima problema s uočavanjem predmeta na većoj udaljenosti,  i tek na 6 metara vidi ono što osoba normalna vida vidi na 60 metara, onda je vid te osobe 6/60. Izraz 20/20 češće se upotrebljava u SAD-u i označava udaljenost u stopama.

## Mjerenje vidne oštrine
| Način mjerenja vidne oštrine                               | Raspon vidne oštrine            | Tumačenje |
| ---------------------------------------------------------- | ------------------------------- | --- |
| Optotip                                                    | 1,0 - 0,1                       | U praksi se najčešće koristi Snellenove tablice za udaljenost od 6 m, koja ima deset redaka. U prvom retku je slovo koje odgovara vidnoj oštrini od 6/60 odnosno 0,1 normalnog vida. Drugi red odgovara 0,2, deseti red iznosi 6/6=1 (odgovara prosječnom vidu), a najdonji, trinaesti, odgovara vidnoj oštrini od 1,3 (to je oštrina vida veća od prosječne, i često se sreće kod djece). Ako pacijent ne vidi najveće slovo, znači da mu je vidna oštrina manja od 0,1. Tada se ispituje na kojoj udaljenosti može brojiti prste ispitivača. |
| Brojenje prstiju                                           | 5/60 - 0,3/60                   | Ako pacijent ne vidi najveće slovo, vidna oštrina ispitanika je manja od 0,1. Tada se ispituje na kojoj udaljenosti može brojiti prste ispitivača (prosječno oko može brojiti prste na udaljenosti od 60 m). Ako ih pacijent broji na udaljenosti od 5 m, onda mu je vidna oštrina 5/60. Ako pacijent ne može brojiti prste niti na udaljenosti od 30 cm (vidna oštrina manja od 0,3/60), ispitamo vidi li mahanje ruke pred okom. |
| Baterijsko svjetlo u tamnoj prostoriji                     | <0,3/60                         | Ako pacijent ne opaža mahanje ruke, ispituje se ima li osjet svjetlosti (razlikuje li svjetlo od tame) i, ako ima, je li projekcija uredna |
| Pacijent ne može sa sigurnošću reći je li tama ili svjetlo | Percepcija i projekcija svjetla | U zamračenoj prostoriji pacijent upre pogled ravno ispred sebe, i na udaljenosti od 1 m pokazujemo mu baterijsko svjetlo u četiri kvadranta. Projekcija svjetla može biti uredna, a može postojati samo u nekim kvadrantima. |
| Bez percepcije svjetla                                     | sljepoća                        | |

Kod ispitivanja vida u bolesničkom krevetu koristi se Jaegerov optotip za čitanje na blizinu. Nema li optotipa, poslužit će i novine - čitanje novinskog teksta odgovara vidnoj oštrini od oko 0,5.